# Демократичний прорив

Логотип

Демократичний прорив (нім. Demokratischer Aufbruch) — опозиційна політична партія в НДР, що виникла в жовтні 1989 року як угруповання прихильників, офіційно оформлена 16—17 грудня на з'їзді в Лейпцигу. Головою обрали юриста Вольфганга Шнура. Складалася з переважно церковних діячів-протестантів, серед видних активістів були священики Райнер Еппельман і Фрідріх Шорлеммер, а також майбутній канцлер ФРН Ангела Меркель.
Спочатку ідеологією партії був демократичний соціалізм, однак на з'їзді в грудні відбулася переорієнтація на більш праві ідеї, при цьому члени лівого крила на чолі з Шорлеммером вийшли з партії. У січні 1990 року партія мала високу популярність у НДР, проте стала стрімко втрачати популярність через публікації про зв'язки її активістів зі Штазі. У лютому 1990 року партія увійшла в передвиборчу коаліцію з Німецьким соціальним союзом і Християнсько-демократичним союзом. Партія отримала на виборах 0,9 % голосів і 4 місця в парламенті. Незабаром після цього Шнур подав у відставку як неофіційний співробітник міністерства держбезпеки, його змінив на посаді керівника партії Райнер Еппельман, незабаром призначений міністром оборони в останньому уряді НДР. З лютого 1990 спікером партії була Ангела Меркель.
4 серпня 1990 «Демократичний прорив» увійшов до складу Християнсько-демократичного союзу.